# Martin Steinseifer
Martin Steinseifer (* 9. September 1974 in Furtwangen im Schwarzwald) ist ein deutscher Germanist und Sprachdidaktiker.

## Leben
Von 1994 bis 2001 studierte er Germanistik und Evangelische Theologie an den Universitäten Siegen und Heidelberg (1. Staatsexamen für das Lehramt an Gymnasien). Von 1998 bis 1999 erwarb er den Master of Arts in Cultural Studies an der University of Birmingham. Nach der Promotion zum Thema Sprache – Literatur – Kultur, 2007 an der JLU Gießen war er dort ab 2008, zunächst als Wissenschaftlicher Mitarbeiter tätig und wurde 2017 Studienrat im Hochschuldienst an der Universität Münster. 2020 bis 2022 war er zudem wissenschaftlicher Mitarbeiter an der Universität Regensburg.
Nach Vertretungsprofessuren an der Universität Siegen (2001) und der FU Berlin (2022–23) ist er seit 2023 Professor für Deutschdidaktik an der Universität Erfurt. Zu seinen Schwerpunkten zählen, Schreibdidaktik, Textlinguistik und Textproduktionsforschung, Medientheorie und Mediengeschichte, sowie Semiotik und Dialektologie.

## Schriften (Auswahl)
- „Terrorismus“ zwischen Ereignis und Diskurs. Zur Pragmatik von Text-Bild-Zusammenstellungen in Printmedien der 1970er Jahre. Berlin 2011, ISBN 978-3-11-022937-0 (Dissertation)
- Eine Metaphorik zwischen Linguistik und Kulturwissenschaften. In: Theatralität des sprachlichen Handelns, Brill Verlag 2009, ISBN 978-3-8467-4793-3[3]